# Association Sportive Mirebalais
L'Association Sportive Mirebalais és un club haitià de futbol de la ciutat de Mirebalais.
El club va ser fundat l'any 2000.

## Palmarès
- Campionat Nacional: [4]
  - 2004-05 Ob, 2013
- Copa haitiana de futbol: [5]
  - 2008